# René Renner
René Renner (* 29. November 1993 in Wels) ist ein österreichischer Fußballspieler.

## Karriere

### Karrierebeginn im oberösterreichischen Unterhaus
Renner begann seine Karriere beim SV Wallern. In der Winterpause der Saison 2009/10 wechselte er zum ASKÖ Donau Linz. Im Mai 2010 debütierte er gegen den SV Traun für Donau Linz in der OÖ Liga. Bis Saisonende kam er zu zwei Einsätzen in der vierthöchsten Spielklasse. Nachdem er in der Saison 2010/11 zu keinem Einsatz gekommen war, wechselte er in der Winterpause jener Spielzeit zum fünftklassigen ASKÖ SV Viktoria Marchtrenk. Bis Saisonende kam er zu zwölf Einsätzen in der Landesliga.

### Wechsel in die Regionalliga
Nach weiteren 13 Einsätzen in der Saison 2011/12 wechselte er im Jänner 2012 zum Regionalligisten Union St. Florian. Sein Debüt in der Regionalliga gab er im März 2012, als er am 17. Spieltag jener Saison gegen den FC Wels in der Halbzeitpause für Florian Gahleitner eingewechselt wurde. Sein erstes Tor in der Regionalliga erzielte er im Juni 2012 bei einem 1:1-Remis gegen den FC Gratkorn. Bis Saisonende kam er zu neun Regionalligaeinsätzen, in denen er ein Tor erzielte. In der Saison 2012/13 absolvierte er 28 Spiele, in denen er drei Tore erzielte.
Zur Saison 2013/14 wechselte er zum Ligakonkurrenten SV Wallern, bei dem er einst seine Karriere begonnen hatte. In jener Saison kam er zu 28 Einsätzen in der Regionalliga, in denen er sechs Tore erzielte.

### Bei Innsbruck und Linz in der zweiten Liga
Zur Saison 2014/15 schloss er sich dem Zweitligisten FC Wacker Innsbruck an. Sein Debüt in der zweiten Liga gab er im Juli 2014, als er am zweiten Spieltag jener Saison gegen den SC Austria Lustenau in der 79. Minute für Christian Schilling ins Spiel gebracht wurde. Im November 2014 erzielte er bei einem 2:0-Sieg gegen den SV Horn sein erstes Zweitligator. Bis Saisonende kam er zu 25 Zweitligaeinsätzen, in denen er vier Tore erzielte.
In der Saison 2015/16 absolvierte er 16 Ligaspiele für Innsbruck und blieb dabei ohne Treffer. Zur Saison 2016/17 wechselte er zum Ligakonkurrenten FC Blau-Weiß Linz, bei dem er einen bis Saisonende laufenden Vertrag erhielt. Für die Linzer kam er in jener Saison zu 27 Einsätzen in der zweithöchsten Spielklasse und erzielte dabei fünf Tore.

### Wechsel in die Bundesliga
Nach dem Auslaufen seines Vertrages in Linz wechselte Renner zur Saison 2017/18 zum Bundesligisten SV Mattersburg. Im August 2017 debütierte er in der Bundesliga, als er am sechsten Spieltag jener Saison gegen den SCR Altach in der 76. Minute für Andreas Gruber eingewechselt wurde. In seiner ersten Saison bei Mattersburg absolvierte er 21 Spiele in der Bundesliga, in denen er ohne Torerfolg blieb. Im September 2018 erzielte er bei einem 2:1-Sieg gegen den SK Sturm Graz sein erstes Tor in der höchsten Spielklasse. In der Saison 2018/19 kam er zu 30 Einsätzen in der Bundesliga und einem weiteren im Europa-League-Playoff und erzielte dabei fünf Tore.
Zur Saison 2019/20 wechselte er zum Ligakonkurrenten LASK. Mit dem LASK nahm er an der Qualifikation zur UEFA Champions League teil. Dort besiegte man in der dritten Runde den FC Basel, scheiterte jedoch im Playoff am FC Brügge. Renner kam in allen vier Spielen zum Einsatz. Im Mai 2023 wurde sein Vertrag bis 2026 verlängert. Nach insgesamt 181 Pflichtspieleinsätzen für die Linzer löste er seinen Vertrag im Dezember 2024 beim LASK auf.

### Über Thailand nach Wolfsberg
Nach kurzer Vereinslosigkeit wechselte Renner im März 2025 nach Thailand zu Buriram United. Hier war er jedoch für die bis Sommer 2025 laufende Spielzeit nicht spielberechtigt. Für Buriram kam er in der AFC Champions League Elite und der ASEAN Club Championship zum Einsatz. Nach nur drei Monaten in Asien kehrte Renner zur Saison 2025/26 nach Österreich zurück, wo er sich Bundesligist Wolfsberger AC anschloss, bei dem er einen bis 2027 laufenden Vertrag erhielt.

## Persönliches
Seine Freundin verunglückte im Juli 2020 bei einem Bootsunfall während einer Raftingtour auf der Salza im Bereich Palfau in Landl (Bezirk Liezen, Steiermark) und erlag wenige Tage später ihren schweren Verletzungen.